# Jean Deschamps (homme politique)
Pour les articles homonymes, voir Jean Deschamps et Deschamps.
Jean Deschamps est un homme politique français né et décédé à une date inconnue.
Négociant à Verneuil-sur-Avre, administrateur du département, il est député de l'Eure de 1791 à 1792, siégeant dans la majorité.